# Конуэй, Джоан
Джо́ан Ко́нуэй (также Конвей, англ. Joanne Conway; род. 11 марта 1971, Уолсенд), в замужестве — Джоан Данн (англ. Joanne Dunn) — британская фигуристка, выступавшая в одиночном катании, шестикратная победительница национального чемпионата, первую победу на котором одержала в возрасте 14 лет. Её первым серьёзным соревнованием стал чемпионат Европы 1986 года, на котором она заняла 11 место. Конуэй трижды попадала в первую десятку на мировом первенстве и четырежды — на европейском. Наиболее удачным для неё стал 1991 год, когда она заняла 4 место на чемпионате Европы и 7-е на чемпионате мира. Она дважды представляла Великобританию на Олимпийских играх, хотя оба раза занимала низкие места.
В 1992 году Конуэй ушла из любительского спорта в профессионалы, превратившись в регулярную участницу ледового шоу Hot Ice. В 2005 году она стала тренером по фигурному катанию. В 2008 году вместе с мужем Джоном Данном переехала в Испанию, где продолжила тренерскую работу.

## Достижения
| Соревнования              | 1985-86 | 1986-87 | 1987-88 | 1988-89 | 1989-90 | 1990-91 | 1991-92 |
| ------------------------- | ------- | ------- | ------- | ------- | ------- | ------- | ------- |
| Зимние Олимпийские игры   |         |         | 12      |         |         |         | 18      |
| Чемпионаты мира           |         | 10      | 10      |         |         | 7       | 14      |
| Чемпионаты Европы         | 11      |         | 10      | 6       |         | 4       | 9       |
| Чемпионаты Великобритании | 1       | 1       | 1       | 1       | 2       | 1       | 1       |